# Fabián Balcarce
Fabián Ignacio Balcarce (Córdoba, 28 de octubre de 1966-Sucre, 12 de octubre de 2016) fue un abogado especialista en derecho penal, profesor universitario y escritor de la materia argentino. Es considerado uno de los más destacados juristas del país.[cita requerida]. Casado con Ana Del Valle Aguirre, padre de Flavia y Sofía Balcarce.

## Biografía
Se recibió de abogado en la Universidad Nacional de Córdoba y en ella posteriormente fue profesor titular de Derecho Penal. La Academia Nacional de Derecho y Ciencias Sociales de Córdoba lo galardonó con los premios Joven Jurista y Tesis Sobresaliente. Realizó su posgrado en la Universidad de Castilla-La Mancha especializándose en Derecho Penal Económico. Se desempeñó como director de la Sala Penal del Colegio de Abogados de la ciudad de Córdoba y fue profesor de la Universidad Blas Pascal.
Se desempeñaba como profesor de la Universidad Andina Simón Bolívar cuando sufrió un infarto de miocardio con elevación del segmento ST, su ataque al corazón se debió a que padecía del síndrome coronario agudo. Falleció horas después en el hospital tras sufrir un infarto agudo de miocardio.
En su memoria la sala de la Cámara de Justicia Federal del Palacio de Justicia de Córdoba lleva su nombre.

## Obras
- Introducción a la parte especial del Derecho Penal, B de F 2009.
- Dogmática penal y principios constitucionales, B de F 2014.
- Lecciones de Derecho Penal parte especial, IPSO 2016.